# 服務定位協定
服務定位協定（英語：Service Location Protocol，縮寫：SLP，或者Srvloc）是一種服务发现協定，它讓電腦或其他裝置可以在无需预先設定的情況下在區域網路中尋找服務資源。這套協定在RFC 2608與RFC 3224中定義。